# SICO:s guldpipa

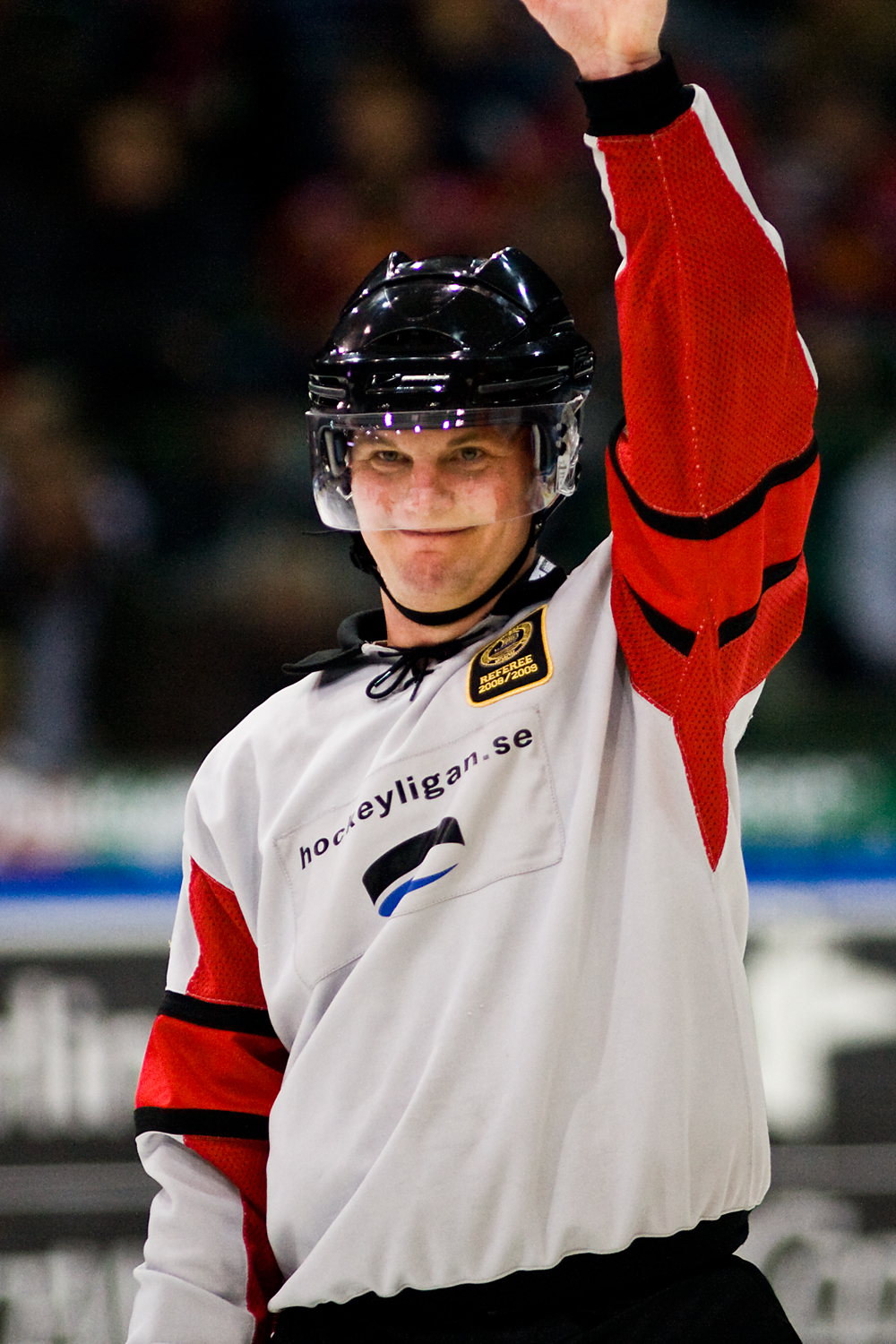
Marcus Vinnerborg, Sieger der Guldpipa 2008, 2009 und 2010

Die Guldpipa (dt. Goldene Pfeife) ist eine schwedische Eishockeytrophäe, die seit 1982 jährlich von der Eishockeyorganisation SICO an den besten Schiedsrichter der Svenska Hockeyligan verliehen wird.

## Preisträger
- 2025 – Linus Öhlund,
- 2024 – Linus Öhlund,
- 2023 – Linus Öhlund,
- 2022 – Tobias Björk,
- 2021 – Mikael Nord, Arboga
- 2020 – Patrik Sjöberg,
- 2019 – Mikael Sjöqvist, Karlstad
- 2018 – Mikael Nord, Arboga
- 2017 – Mikael Nord, Arboga
- 2016 – Mikael Nord, Arboga
- 2015 – Mikael Nord, Arboga
- 2014 – Mikael Nord, Arboga
- 2013 – Ulf Rönnmark, Stockholm
- 2012 – Ulf Rönnmark, Stockholm
- 2011 – Ulf Rönnmark, Stockholm
- 2010 – Marcus Vinnerborg, Ljungby
- 2009 – Marcus Vinnerborg, Ljungby
- 2008 – Marcus Vinnerborg, Ljungby
- 2007 – Thomas Andersson, Gävle
- 2006 – Thomas Andersson, Gävle
- 2005 – Thomas Andersson, Gävle
- 2004 – Thomas Andersson, Gävle
- 2003 – Ulf Rådbjer, Tumba
- 2002 – Ulf Rådbjer, Tumba
- 2001 – Ulf Rådbjer, Tumba
- 2000 – Ulf Rådbjer, Tumba
- 1999 – Ulf Rådbjer, Tumba
- 1998 – Ulf Rådbjer, Tumba
- 1997 – Ulf Rådbjer, Tumba
- 1996 – Roger Öberg, Själevad
- 1995 – Roger Öberg, Själevad
- 1994 – Jörgen Grundström, Bollstabruk
- 1993 – Roger Öberg, Själevad
- 1992 – Börje Johansson, Tranås
- 1991 – Börje Johansson, Tranås
- 1990 – Börje Johansson, Tranås
- 1989 – Kjell Lind, Gävle
- 1988 – Kjell Lind, Gävle
- 1987 – Kjell Lind, Gävle
- 1986 – Gary Eriksson, Skellefteå
- 1985 – Ulf Lindgren, Huddinge
- 1984 – Lars Henriksson, Ljungby
- 1983 – Gary Eriksson, Skellefteå
- 1982 – Gary Eriksson, Skellefteå